# Айдарлы (Зерендинский район)
Айдарлы (каз. Айдарлы, до 1993 г. — Заборовка) — село в Зерендинском районе Акмолинской области Казахстана. Входит в состав Зерендинского сельского округа. Код КАТО — 115630280.

## География
Село расположено на центре района, в 14 км на север от центра района и сельского округа села Зеренда. Близ села проходит автодорога Р-12 (Кокшетау — Атбасар).

### Улицы[3]
- ул. Жана,
- ул. Орталык.

### Ближайшие населённые пункты
- село Кошкарбай в 4 км на западе,
- аул Ондирис в 9 км на юго-западе,
- село Павловка в 11 км на северо-западе,
- село Серафимовка в 13 км на юго-востоке,
- село Зеренда в 14 км на юге.

## Население
В 1989 году население села составляло 346 человек (из них казахов 100%).
В 1999 году население села составляло 266 человек (137 мужчин и 129 женщин). По данным переписи 2009 года, в селе проживало 307 человек (159 мужчин и 148 женщин).
| Численность населения | Численность населения | Численность населения |
| 1989                  | 1999                  | 2009                  |
| --------------------- | --------------------- | --------------------- |
| 346                   | ↘266                  | ↗307                  |